# 신광일
신광일(한국 한자: 申光一, 영어: Danny James Shin, 1997년 5월 25일 ~)은 대한민국의 드러머, 가수이다.

## 공연
- 2022년 PEAKBOX 22-01
- 2022년 오노프 콘서트 시즌 2 : 스핀오프 I. LUCY, 하림x정인
- 2022년 Rock & 樂 Concert Vol.39 LUCY - 군포
- 2022년 Connect with LUCY - 온라인
- 2022년 오노프 콘서트 시즌 2 스핀오프 I LUCY 하림x정인 온라인
- 2022년 Connect with LUCY
- 2022년 ROUND 2021
- 2022년 청춘콘썰트
- 2022년 2022 이달의 어썸
- 2021년 COUNTDOWN FANTASY 2021-2022 - 고양
- 2021년 그랜드 민트 페스티벌 2021
- 2021년 2021 SOMEDAY THEATRE CANTABILE ＃4
- 2021년 2021 K-Music Week KMW
- 2021년 2021 SOMEDAY THEATRE CANTABILE #3
- 2021년 문화콘서트 난장 in 광산구문화예술회관
- 2021년 광주문화예술회관 기획공연 포커스 5 밴드루시 LUCY IS
- 2021년 LUCY 첫 번째 단독 콘서트 LUCY ISLAND First Landing
- 2021년 문화콘서트 난장 in 나주정미소 난장곡간
- 2020년 2019 슈퍼밴드<TOP3>콘서트 - 수원
- 2020년 문화콘서트 난장 in 나주정미소 난장곡간
- 2019년 2019 슈퍼밴드<TOP3>콘서트 - 부산
- 2019년 2019 슈퍼밴드<TOP3>콘서트 - 서울

## 노래
- 2020년 너무 그렇게 보지 마
- 2019년 Swim
- 2019년 Virtual Insanity